# 劉一煜
劉一煜（？—？），字宣仲，號環水，江西南昌府南昌縣人，明朝政治人物。大學士劉一燝之兄。

## 生平
劉一煜出身官宦之家，其父劉曰材為嘉靖三十二年（1553年）進士，官至陝西左布政使。萬曆十六年（1588年），一燝與兄一焜、弟一煜同赴鄉試中舉，列八十五名。萬曆二十三年（1595年）又與一煜一同中式乙未科進士，列二甲十五名。通政司觀政，本年八月授河南光州知州，二十九年升兵部车驾司员外郎，累官兵部車駕司郎中。

## 家族
曾祖劉廷章。祖父劉仕沃，封禮部儀制司主事。父劉曰材，癸丑进士、陕西左布政使、进阶通奉大夫，祀乡贤。母楊氏，封安人、进封太夫人。慈侍下。兄劉一鵬（壬午舉人）、劉一禎（乙酉舉人）、劉一燫（廪生）、劉一燦（辛卯舉人）、劉一爌（同科進士）、劉一焜（壬辰進士、吏部验封司主事）。弟刘一烶（庠生）、劉一燝（同榜進士、翰林院编修）、一爊、一焲、一火曇、一熿、一煇、一焙。
娶黄氏，封宜人，子劉鳴謙、斯埏、斯堪、斯增。